# Europäisches Medienfreiheitsgesetz
Das Europäische Medienfreiheitsgesetz (engl.: EMFA – European Media Freedom Act) ist ein am 11. April 2024 vom europäischen Parlament verabschiedetes Gesetz zum Schutz von Journalisten und Medien. Das neue Regelwerk soll insbesondere Journalisten vor politischer und wirtschaftlicher Einflussnahme schützen. Der am 16. September 2022 vorgelegte European Media Freedom Act (VO (EU) 2024/1083 des Europäischen Parlaments und des Rates v. 11.4.2024 zur Schaffung eines gemeinsamen Rahmens für Mediendienste im Binnenmarkt und zur Änderung der RL 2010/13/EU (Europäisches Medienfreiheitsgesetz – EMFA)) wurde am 11. April 2024 im Amtsblatt der EU veröffentlicht und hat ab dem 8. August 2025 allgemeine Geltung.
Die Vorschriften verpflichten die Mitgliedstaaten dazu, die Unabhängigkeit der Medien zu schützen und verbietet jegliche Einmischung. Zudem wird ein neues Europäisches Gremium für Mediendienste geschaffen.

## Hintergrund
Die Verordnung 2024/1083 des europäischen Parlaments und des Rates wurde mit 464 zu 92 Stimmen bei 65 Enthaltungen angenommen. Mit der Verordnung wird außerdem das Europäische Gremium für Mediendienste eingerichtet und ersetzt die Europäische Regulierungsgruppe für audiovisuelle Mediendienste (ERGA). Die Regelung wird von der Mehrheit des EU-Parlaments als Maßnahme zur Abwehr von Bestrebungen konservativer bzw. rechter Regierungen gesehen, die Pressefreiheit zu beschränken.
Der Bundesverband Digitalpublisher und Zeitungsverleger und der Medienverband der freien Presse äußerten sich kritisch. Das Gesetz breche gleich mehrfach mit Grundsätzen der Pressefreiheit, teilten die Verbände in Berlin mit.

## Inhalt
Am Anfang der Verordnung stehen 78 (also ungewöhnlich viele) sehr ausführliche Erwägungsgründe, die der eigentlichen Regelung vorangestellt sind und selbst keine Regelungen, sondern mehr oder weniger konkrete Beschreibungen der Situation im Medienbereich der EU-Staaten und allgemeine politische Ziele enthalten.
Die neuen Regeln untersagen es Behörden in jeglicher Weise Journalisten und Redakteure dazu zu drängen, ihre Quellen offenzulegen. Die Mitgliedstaaten verpflichten sich, sowohl die Androhung von Sanktionierung als auch die Überwachung oder Untersuchung von Büros sowie das Installieren von Überwachungssoftware zu unterlassen. Der Einsatz von Spähsoftware ist nur nach vorheriger Genehmigung durch eine Justizbehörde möglich, die wegen schwerer Straftaten ermittelt.
Gleichzeitig sollen Mechanismen gegen willkürliche Einschränkungen der Pressefreiheit durch sehr große Online-Plattformen eingeführt werden. Das Gesetz verpflichtet außerdem Medien dazu, Informationen über Eigentumsverhältnisse offenzulegen.
Die Verordnung enthält zudem eine Privilegierung öffentlich-rechtlicher Medien. Im Erwägungsgrund 27 wird hervorgehoben, dass sie „eine besondere Rolle spielen“, indem sie „dafür sorgen, dass Bürger und Unternehmen Zugang zu einem vielfältigen Angebot an Inhalten, einschließlich zu hochwertigen Informationen und einer unparteiischen und ausgewogenen Medienberichterstattung“ haben. Öffentlich-rechtliche Mediendiensteanbieter „tragen zur Förderung von Medienpluralismus bei“ und bieten unter anderem „alternative Standpunkte“ an (Erwägungsgrund 29 der Verordnung). Zwar wird keine Pflicht der Mitgliedstaaten eingeführt, öffentlich-rechtliche Medien zu etablieren, und es wird – anders als vom Bundesverfassungsgericht – kein Bestandsschutz solcher Medien festgeschrieben. Doch enthält Artikel 5 Absatz 3 die Bestimmung, dass sie „über angemessene, nachhaltige und vorhersehbare finanzielle Mittel verfügen“ müssen, um ihren Auftrag und ihre weitere Entwicklung sicherzustellen.